# Lengyelország szentpétervári főkonzulátusa
Lengyelország szentpétervári főkonzulátusa (lengyelül: Konsul Generalny Rzeczypospolitej Polskiej w Sankt Petersburgu oroszul: Генеральное консульство Республики Польша в Санкт–Петербурге) megszakításokkal 1926 óta fennálló képviselete Szentpéterváron.

## Története
Az első világháború idején Petrográdra keresztelt Szentpétervár volt az Orosz Birodalom fővárosa, több állam követsége is itt működött. 1918 márciusában azonban a legnagyobb titokban átköltöztették a forradalom vezetőségét Moszkvába, majd hirtelen azt nevezték ki fővárosnak, így tulajdonképpen a képviseletek "alól" költözött el a főváros. 1918-ban a lengyel Kormányzósági Tanácsnak – az első lengyel kormány felállítását megelőzően a függetlenné vált országot irányító grémiumnak – már voltak képviselői Petrográdon. Ez tekinthető a későbbi konzulátus előtti első lengyel diplomáciai képviseletnek a városban.
1921-ben véget ért a lengyel–szovjet háború, a békeszerződés rendelkezett a diplomáciai kapcsolatokról – ekkor nyitották Lengyelország moszkvai nagykövetségét. 1926-ban egy konzulátusok nyitásáról szóló államközi szerződést is kötöttek, majd ezt követően nyílt több lengyel képviselet is: főkonzulátus Harkivban, Minszkben és Tbilisziben, konzulátust pedig Kijevben és 1926. október 2-án az akkor már Leningrádnak nevezett Szentpéterváron. A Néva parti város konzulátusának feladatai az Oroszországban rekedt lengyelek hazatérésének segítése, és a kulturális kapcsolatok elmélyítése volt.
1937-38-ban, a "nagy tisztogatás" éveiben a konzulátus tevékenysége szinte teljesen megszűnt. 1938-ban ugyanakkor volt egy sajátos és jelentős feladata a diplomatáknak: megtudták, hogy az Alexandriai Szent Katalin-templomot bezárják, az oda eltemetett II. Szaniszló Ágost lengyel király maradványait haza kellett szállítani Lengyelországba. A szovjet hatóságok jelenlétében 1938. július 6-án végezték az exhumálást, melynek során nem csak a csontok, de kelmék, brokátok és a korona is előkerült. Ezeket vonaton indították útnak Lengyelország felé. 1939 szeptemberében amikor a szovjet és a német csapatok lerohanták Lengyelországot, a konzulátus személyzetét – minden értéket hátrahagyva – evakuálták előbb a moszkvai nagykövetségre, majd onnan Helsinkibe.
A konzulátus legközelebb 1972 márciusában nyílt meg, immár főkonzulátusként. 1992-ben külön megállapodást kötött Lengyelország a Leningrádi területtel, hogy a konzuli tevékenységet folytathassák. 1995-ben lépett hatályba az a konzuli megállapodás, amit az Orosz Föderációval kötöttek. 2000-ben nyílt meg Szentpéterváron a Lengyel Intézet, ami Oroszországban a második lengyel kulturális központ (az első Moszkvában nyílt 1988-ban).